# Urif
Urif ( en árabe: عوريف‎   ) es una aldea palestina en la gobernación de Naplusa en el norte de Cisjordania, ubicada a 13 kilómetros (8 millas) al sur de Naplusa . Según la Oficina Central Palestina de Estadísticas (PCBS), la ciudad tenía una población de 2.839 habitantes a mediados de 2006. 

## Ubicación
'Urif se haya a 7,6 km al sur de Naplusa. Limita con 'Einabus al este, 'Asira al Qibliya al norte y Jamma'in al oeste y al sur.

## Historia
En este lugar se han encontrado cerámicas época tardía romana . En sus escritos, Dauphin comenta que también se han encontrado cerámicas de la época bizantina, pero Ellenblum niega que se haya encontrado cerámicas de la época bizantina.

### Período de las Cruzadas
Una mujer de Dayr Urif, Sa'ida, se casó con Ahmad ibn Khalid ibn Qudama, un jurista y líder de los aldeanos hanbalíes en el área de Naplusa, el cual tuvo que huir del gobierno cruzado hacia Damasco entre los años 1156 al 1173. El nieto de Ahmad, Diya al-Din (1173-1245), hace referencia a la presencia de pobladores musulmanes en Urif durante aquella época.

### Era otomana
Urif fue incorporada al Imperio Otomano en 1517 junto a toda Palestina, y a partir de 1596 aparece en los registros de impositivos como perteneciente al nahiya (subdistrito) de Jabal Qubal del liwa (distrito) de Naplusa . Se anotó como hali, vacío, pero se pagó un tipo impositivo fijo del 33,3% sobre diversos productos agrícolas, como trigo, cebada, cultivos de verano, olivos, cabras o colmenas, además de "ingresos ocasionales"; un total de 2.800 akçe .
En 1838, Urif se destacó como un pueblo musulmán, parte del subdistrito de Jurat Merda, ubicado al sur de Naplusa. En 1870 Victor Guérin encontró que el pueblo se encontraba sobre la cima de una colina y éste contaba con alrededor de unos 450 habitantes. En 1882, la Encuesta de Palestina Occidental (SWP) del PEF describió a Urif como: "Un pueblo de piedra, en un terreno elevado, con unos pocos olivos; abastecido por pozos y con un pequeño manantial al este".

### Era bajo dominio británico
En el censo británico de Palestina en el año 1922 realizado por las autoridades del Mandato Británico, Urif poseía una población de 270 musulmanes, para el censo de 1931 había aumentado a 403; 402 musulmanes y 1 cristiano, en 103 casas.
Las estadísticas de 1945, determinaron que la  población era de 520 habitantes, todos musulmanes, con una superficie terrestre total era de 3.965 dunams, según un estudio oficial de tierras y población. 3965 de los cuales 1.107 dunams fueron para plantaciones y tierras de regadío, 1.452 para cereales, mientras que 32 dunams restantes se clasificaron como áreas con edificaciones edilicias.

### Periodo jordano
A raíz de la guerra árabe-israelí de 1948, y después de los Acuerdos de Armisticio de 1949, Urif quedó bajo el dominio jordano . El censo jordano de 1961 estimó 710 habitantes.

### Después de 1967
Desde la Guerra de los Seis Días en 1967, Urif ha estado bajo ocupación israelí . A partir de 2014, 3.115 dunams (77%) de tierra en Urif eran Área B, mientras que 949 (23%) eran Área C. Se han confiscado 58 dunums de la tierra de Urif para el asentamiento israelí de Yitzhar .

### Cronología de hechos y disturbios.
- El 19 de mayo de 2012, unos 25 colonos judíos, algunos de ellos armados, prendieron fuego campos de trigo de Urif y le dispararon en el estómago a un palestino.[18]
- El 26 de mayo de 2012, colonos de Yitzhar dispararon contra un joven de Urif. Luego lo amarraron y procedieron a golpearlo.[19] El jefe del Consejo Regional de Samaria, Gershon Mesika, dijo que el tiroteo fue un acto defensivo contra un hombre que empuñaba un cuchillo.[20] El enfrentamiento había comenzado cuando se pensaba que un grupo de colonos había prendido fuego a los campos pertenecientes a Urif, aunque los colonos negaron cualquier implicación.[20]
- Según los informes, en 2013, colonos de Yitzhar rompieron la ventana de una mezquita en Urif e intentaron incendiarla.[21][22][23]
- En febrero de 2015, colonos de Yitzhar llenaron la escuela de la aldea con grafitis, con palabras como: ' Muerte a los árabes '; rociado junto a la estrella de David en un presunto ataque con etiquetas de precio .
- En julio de 2016, las FDI confiscaron en Urif armas y municiones caseras y tornos utilizados para fabricar armas, y detuvieron a cuatro residentes árabes locales de Urif que vendían ese tipo de armas.[24]
- En 2017, se impidió a los agricultores de Urif trabajar en sus tierras en el Área B.[25][26]
- En mayo de 2021, como parte de las manifestaciones de 2021; Nidal Sael Safadi fue asesinado en Urif por el ejército israelí, mientras "intentaba enfrentarse a los colonos israelíes que asaltaban la zona".[27]

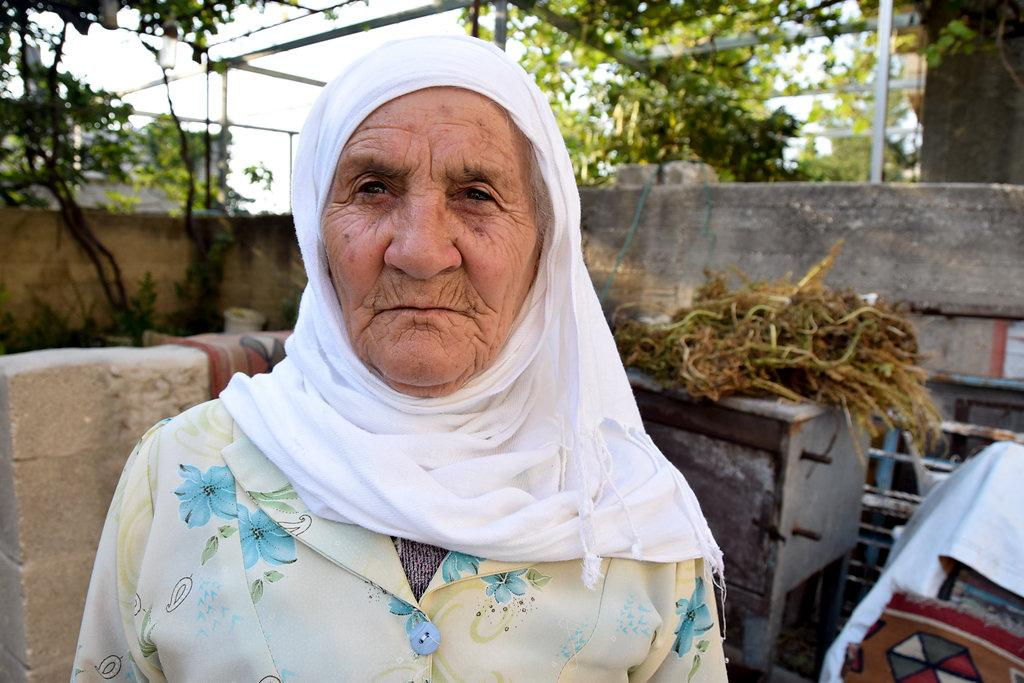
Jamileh Shehadeh, Urif, de 81 años, a quien los colonos israelíes talaron todos sus olivos.
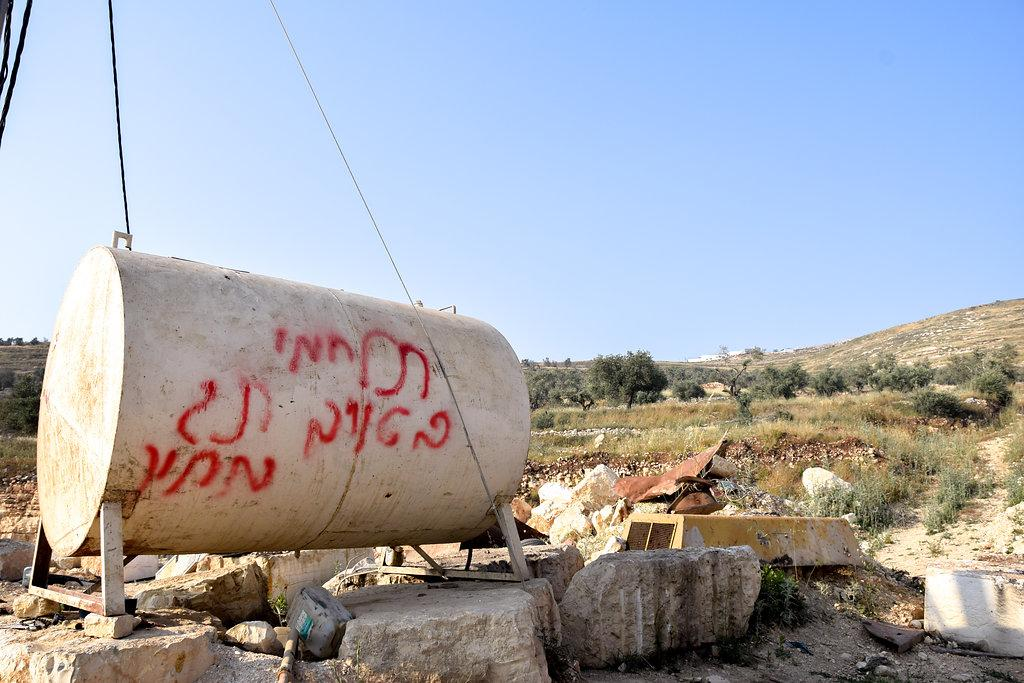
"Lucha contra el enemigo. Etiqueta de precio ". Grafiti hebreo pintado con aerosol por colonos israelíes
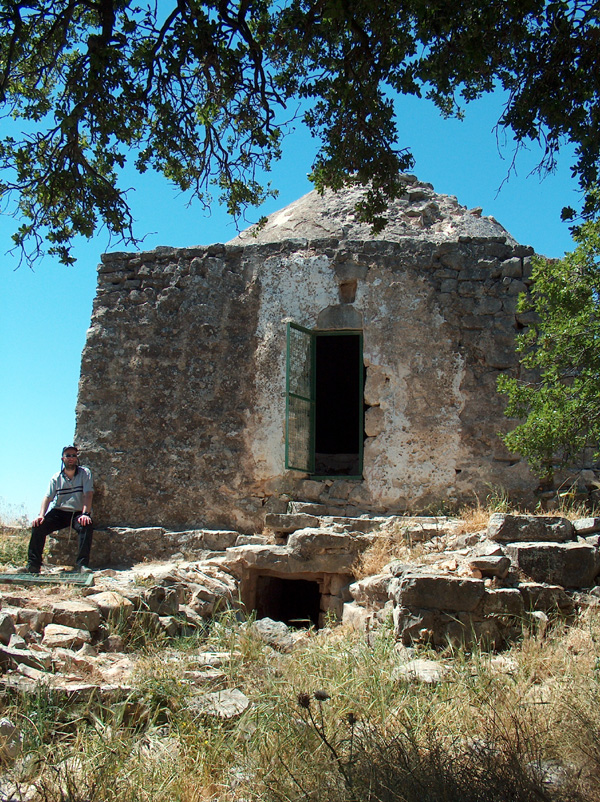
Maqam (santuario) de Salman el persa al noreste de Urif